# Margareta Kozuch
Margareta Anna Kozuch (Hamburg, 30 oktober 1986) is een Duits volleyballer en beachvolleyballer van Poolse afkomst. Ze speelde 336 interlands voor de Duitse ploeg en nam als beachvolleyballer eenmaal deel aan de Olympische Spelen.

## Carrière

### Zaal
Kozuch speelt als buitenaanvaller en begon haar volleybalcarrière in de zaal bij TuS Berne Hamburg en vervolgens bij CVJM Hamburg. In 2003 maakte ze de overstap naar TV Fischbek die in de Bundesliga uitkwam. In 2005 debuteerde ze bij de Duitse volleybalploeg en werd ze uitgeroepen tot Hamburgs Sportvrouw van het Jaar. Het jaar daarop eindigde ze met het nationale team als elfde bij het WK in Japan en in 2007 werden ze zesde bij de EK in België en Luxemburg. Van 2007 tot 2010 speelde Kozuch in de Italiaanse Serie A1, eerst bij Sassuolo Volley en daarna bij Asystel Volley Novara. Met die laatste club won ze in 2009 de CEV Cup.
In het seizoen 2010/11 kwam ze in Rusland uit voor VK Zaretsje Odintsovo en won ze met de nationale ploeg EK-zilver. Vervolgens speelde Kozuch in Polen bij Trefl Sopot waarmee ze in 2012 Pools kampioen werd. Het daaropvolgende seizoen keerde ze terug naar Italië, ditmaal bij Yamamay Busto Arsizio met wie ze als derde in de Champions League eindigde. In 2013 won ze met de Duitse volleybalvrouwen verder de Europese League en werd ze opnieuw tweede bij het EK. Het daaropvolgende seizoen wisselde ze van club naar Azerrail Baku in Azerbeidzjan. In 2014/15 kwam ze achtereenvolgens uit voor Shanghai Eastbest in China – met wie ze tweede werd in de competitie – en Rebecchi Piacenza in Italië. Het seizoen daarop wisselde ze naar de Italiaanse kampioen Pomì Casalmaggiore met wie ze in 2016 de Champions League won. Na afloop van het seizoen beëindigde Kozuch haar carrière in de zaal.

### Beach

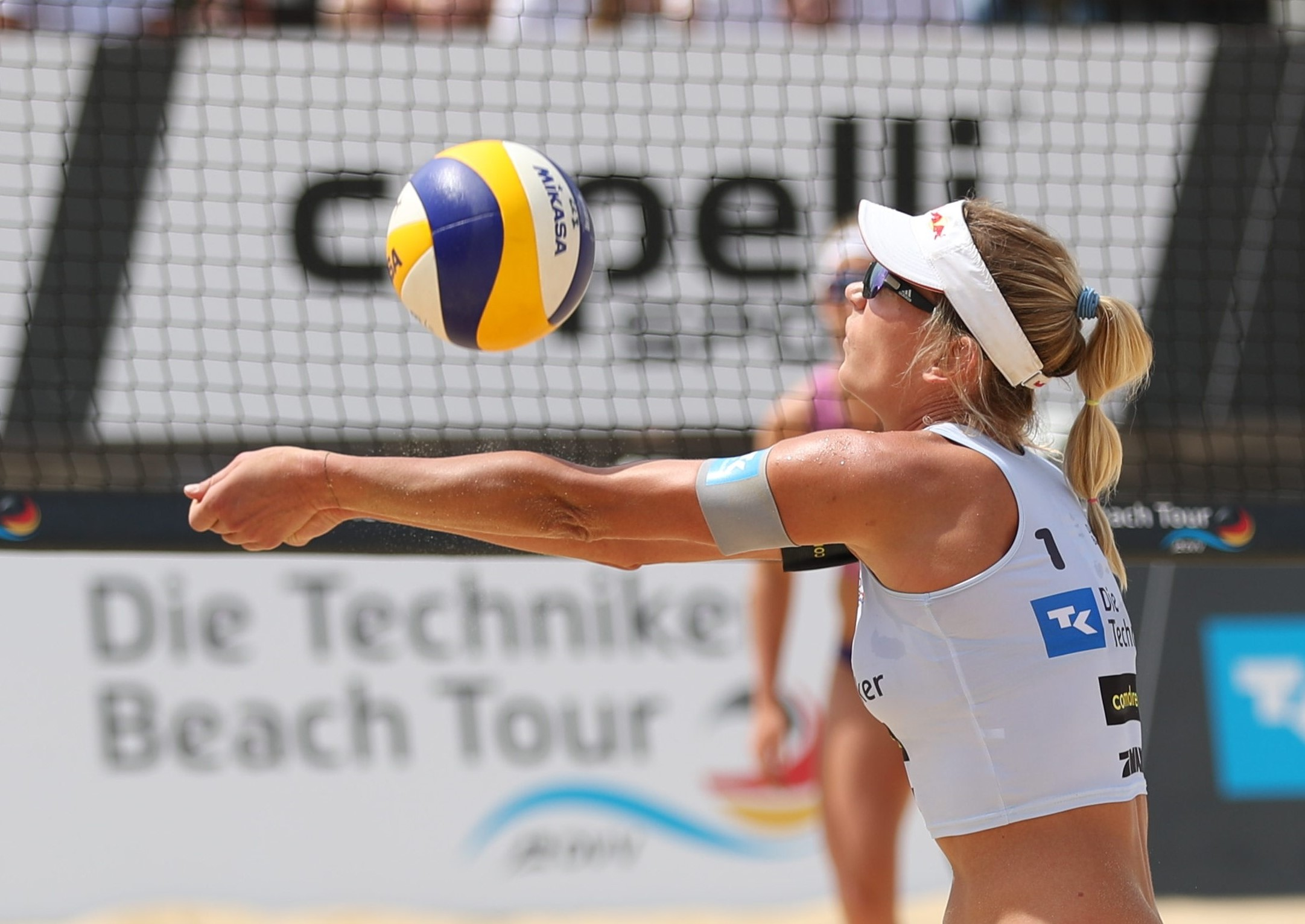
Kozuch bij de Techniker Beach Tour in Dresden (2018)

In 2017 maakte Kozuch de overstap naar het beachvolleybal. Ze vormde voor twee seizoenen een duo met Karla Borger. Het eerste jaar namen ze deel aan vier reguliere FIVB-toernooien met een vijfde plaats in Moskou als beste resultaat. Bij de WK in Wenen verloor het tweetal in de zestiende finales van het Canadese duo Heather Bansley en Brandie Wilkerson. In Jūrmala gingen Kozuch en Borger bij de EK als groepswinnaar door naar de achtste finale waar ze door hun landgenoten en latere kampioenen Nadia Glenzke en Julia Großner werden uitgeschakeld. Daarnaast waren ze actief op verschillende toernooien in de nationale en Europese competitie en werden ze derde bij de Duitse kampioenschappen in Timmendorfer Strand. In 2018 speelde het duo tien mondiale wedstrijden; ze kwamen daarbij tot een derde plaats in Ostrava, twee vijfde plaatsen in Fort Lauderdale en Itapema en twee negende plaatsen in Den Haag en Gstaad. Bij de EK in Nederland eindigden ze eveneens als negende nadat Nina Betschart en Tanja Hüberli uit Zwitserland in de achtste finale te sterk waren.
Het jaar daarop wisselde Kozuch van partner naar Laura Ludwig. Ze namen in aanloop naar de WK in eigen land deel aan vijf toernooien in de World Tour met drie negende plaatsen als beste resultaat (Kuala Lumpur, Jinjiang en Warschau). Bij de WK in Hamburg bereikte het duo de zestiende finale, waar het werd uitgeschakeld door het Amerikaanse tweetal Sara Hughes en Summer Ross. Na afloop namen ze deel aan vier reguliere FIVB-toernooien met een vijfde plaats in Wenen als beste resultaat. Bij de EK in Moskou werden Kozuch en Ludwig in de achtste finale uitgeschakeld door het Nederlandse duo Marleen van Iersel en Joy Stubbe. Daarnaast eindigden ze als tweede bij de NK achter Borger en Julia Sude en wonnen ze het goud bij de World Tour Finals in Rome. In 2020 bereikten ze de kwartfinales van de EK in Jūrmala waar ze werden uitgeschakeld door het Zwitserse tweetal Joana Heidrich en Anouk Vergé-Dépré. Bij de Duitse kampioenschappen werden ze opnieuw tweede achter Sandra Ittlinger en Chantal Laboureur. Het daaropvolgende seizoen speelden ze in aanloop naar de Spelen zes wedstrijden in de World Tour waarbij ze tot vier negende plaatsen kwamen (Doha, Cancun, Sotsji en Gstaad). In Tokio bereikten ze bij het olympisch beachvolleybaltoernooi de kwartfinale die ze verloren van de latere olympisch kampioenen April Ross en Alix Klineman.

## Palmares

### Zaal
Clubverband
- 2009:  CEV Cup
- 2012:  Pools kampioenschap
- 2013:  Champions League
- 2015:  Chinees kampioenschap
- 2016:  Champions League

Nationale ploeg
- 2009:  World Grand Prix
- 2010: 7e WK
- 2011:  EK
- 2013:  CEV League
- 2013:  EK
- 2014:  CEV League
- 2014: 9e WK

### Beach
Kampioenschappen
- 2017:  NK
- 2019:  NK
- 2020:  NK
- 2021: 5e OS

FIVB World Tour
- 2018:  4* Ostrava
- 2019:  World Tour Finals Rome